# Bouara
Ne doit pas être confondu avec Boura (Boura).
Bouara est une commune rurale située dans le département de Boura de la province de Sissili dans la région du Centre-Ouest au Burkina Faso.

## Géographie
Bouara, située à environ 3 km au nord de la frontière avec le Ghana, est traversée par la route nationale 20.